# Żebrki
Żebrki est un village polonais de la gmina de Grabowo, dans le powiat de Kolno, voïvodie de Podlachie, au nord-est du pays.
Il est situé à environ 20 km au nord-est de Kolno et à 77 km au nord-ouest de la capitale régionale Białystok.
Sa population est de 51 habitants.